# Nykkjesøyfossen

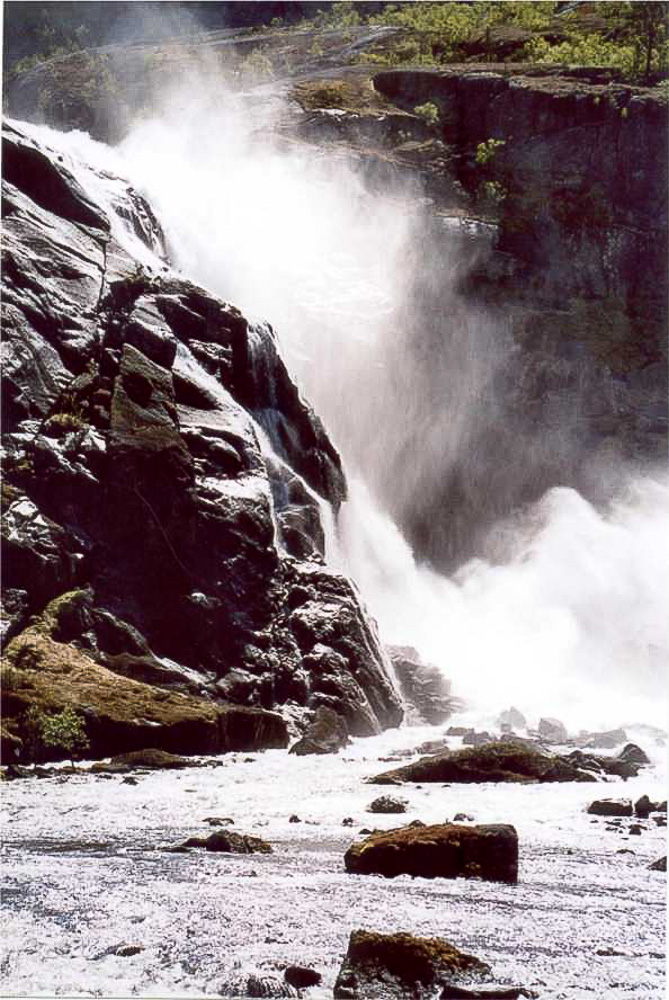
Nykkjesøyfossen

De rivier de Kinso stroomt door de Husedalen en wordt gevoed met smelt en regenwater van de hoogvlakte Hardangervidda. De Hardangervidda is de grootste hoogvlakte van Noord-Europa op een hoogte van 1200-1400 meter met bergtoppen tot 1900 meter.
Over een lengte van 4 kilometer treedt er een verval op van ongeveer 800 meter wat resulteert in 4 hoge en krachtige watervallen kort op elkaar. De derde waterval is de Nykkjesøyfossen met een hoogte van 60 meter. Na een warme periode en in de zomer krijgt de rivier de Kinso veel smeltwater te verwerken. In deze periode zwelt de Nykkjesøyfossen op tot een zeer krachtige waterval.
De eerste waterval, aan het begin van het dal is de Tveitafossen met een hoogte van 103 meter. De tweede waterval is de Nyastølfossen met een hoogte van 115 meter.  Tot slot de laatste en tevens de grootste, is de Søtefossen met een hoogte van 246 meter aan het eind van het dal.
Vanaf Kinsarvik is de Husedalen bereikbaar via een zeer smalle weg die eindigt bij een parkeerplaats waar het wandelpad naar de Husedalen begint. In de vroege zomer is er nog kans op sneeuw in het hoger gelegen gedeelte van de Husedalen.